# Jang Mi-ran
Jang Mi-ran (hangul: 장미란; hanja: 張美蘭; McCune-Reischauer: Chang Mi-ran) (9 de octubre de 1983) es una levantadora de pesas surcoreana de la categoría de +75 kg, actual campeona olímpica y mundial.

## Carrera
Empezó en la halterofilia a la edad de 14 años. De la mano de su entrenador Yeom Dongchul alcanzó renombre mundial. Participó en los Juegos Olímpicos de Atenas 2004, donde se conformó con una medalla de plata en la controvertida final que otorgó el triunfo a la china Gonghong Tang (se argumentó que ésta había violado el reglamento).
En 2006, en  Wonju, Corea del Sur, Jang batió la marca mundial de su categoría al alcanzar la muy superior cifra de 318 kg totales.
Alcanzó el campeonato mundial en 2006 y 2007, en Santo Domingo (República Dominicana) y en Chiang Mai, Tailandia, respectivamente. En ambas competiciones empató en peso levantado con la china Mu Shuangshuang, pero fue declarada vencedora por tener un peso inferior al de su rival. En el Campeonato Mundial de 2006 ambas levantaron 314 kg totales, y en el Campeonato Mundial de 2007 empataron con 310 kg.
En los Juegos Olímpicos de Pekín 2008 ganó la medalla de oro en su categoría. Rompió las marcas mundiales con un registro de 140 kg de arranque, 186 kg de envión y 326 kg totales.

## Apariciones
En 2016 la serie surcoreana Weightlifting Fairy Kim Bok-joo estuvo basada en su vida.

### Programas de televisión
| Año  | Título           | Notas                      |
| ---- | ---------------- | -------------------------- |
| 2013 | 2 Days & 1 Night | (Ep. 280 - 281) - invitado |

## Mejores resultados
| año                        | sede                                | peso          | Snatch (kg)   | Snatch (kg)   | Snatch (kg)   | Snatch (kg)   | Clean & Jerk (kg) | Clean & Jerk (kg) | Clean & Jerk (kg) | Clean & Jerk (kg) | Total         | Ranking       |
| año                        | sede                                | peso          | 1             | 2             | 3             | Ranking       | 1                 | 2                 | 3                 | Ranking           | Total         | Ranking       |
| Olympic Games              | Olympic Games                       | Olympic Games | Olympic Games | Olympic Games | Olympic Games | Olympic Games | Olympic Games     | Olympic Games     | Olympic Games     | Olympic Games     | Olympic Games | Olympic Games |
| -------------------------- | ----------------------------------- | ------------- | ------------- | ------------- | ------------- | ------------- | ----------------- | ----------------- | ----------------- | ----------------- | ------------- | ------------- |
| 2004                       | Atenas, Grecia                      | +75 kg        | 125           | 130           | 132.5         | 2             | 165               | 170               | 172.5             | 2                 | 302.5         | 02 !          |
| 2008                       | Beijing, China                      | +75 kg        | 130           | 136           | 140           | 1             | 175               | 183               | 186               | 1                 | 326           | 01 !          |
| 2012                       | Londres, Reino Unido                | +75 kg        | 120           | 125           | 129           | 4             | 158               | 164               | 170               | 3                 | 289           | 03 !          |
| World Championships        |                                     |               |               |               |               |               |                   |                   |                   |                   |               |               |
| 2003                       | Vancouver, Canadá                   | +75 kg        | 115           | 115           | 120           | 10            | 152.5             | 157.5             | 165               | 03 !              | 272.5         | 5             |
| 2005                       | Doha, Catar                         | +75 kg        | 125           | 128           | 130           | 02 !          | 162               | 172               | 178               | 01 !              | 300           | 01 !          |
| 2006                       | Santo Domingo, República Dominicana | +75 kg        | 130           | 130           | 135           | 02 !          | 170               | 175               | 179               | 01 !              | 314           | 01 !          |
| 2007                       | Chiang Mai, Tailandia               | +75 kg        | 130           | 135           | 138           | 01 !          | 171               | 178               | 181               | 01 !              | 319           | 01 !          |
| 2009                       | Goyang, Corea del Sur               | +75 kg        | 131           | 131           | 136           | 02 !          | 174               | 174               | 187               | 01 !              | 323           | 01 !          |
| 2010                       | Antalya, Turquía                    | +75 kg        | 125           | 130           | 130           | 03 !          | 167               | 176               | 179               | 02 !              | 309           | 03 !          |
| Asian Games                |                                     |               |               |               |               |               |                   |                   |                   |                   |               |               |
| 2002                       | Busan, Corea del Sur                | +75 kg        | 110           | 115           | 117.5         | 2             | 140               | 145               | 155               | 2                 | 272.5         | 02 !          |
| 2006                       | Doha, Catar                         | +75 kg        | 130           | 135           | 139           | 2             | 171               | 178               | 182               | 1                 | 313           | 02 !          |
| 2010                       | Guangzhou, China                    | +75 kg        | 130           | 130           | 134           | 3             | 175               | 181               | 188               | 1                 | 311           | 01 !          |
| Asian Championships        |                                     |               |               |               |               |               |                   |                   |                   |                   |               |               |
| 2012                       | Pyeongtaek, Corea del Sur           | +75 kg        | 116           | 120           | 125           | 01 !          | 155               | 165               | 165               | 01 !              | 290           | 01 !          |
| World Junior Championships |                                     |               |               |               |               |               |                   |                   |                   |                   |               |               |
| 2001                       | Thessaloniki, Grecia                | +75 kg        | 105           | 105           | 110           | 03 !          | 140               | 145               | 145               | 03 !              | 250           | 03 !          |